# İnegöl
İnegöl és una ciutat i un districte de la província de Bursa, Turquia, situada a 30 km del centre de Bursa. És un dels centres de la indústria del mobiliari turca.